# Final Fantasy IV
Final Fantasy IV (ファイナルファンタジーIV?, Fainaru Fantajī Fō) è un videogioco di ruolo alla giapponese pubblicato nel 1991 dalla Square per SNES, il quarto capitolo della saga di Final Fantasy.
Ne sono stati eseguiti una conversione per PlayStation all'interno della raccolta Final Fantasy Anthology, una conversione potenziata per WonderSwan Color e un remake per Nintendo DS, uscito in Giappone il 20 dicembre 2007.
Nel 2012 è stata messa in commercio la conversione per iOS, seguito a breve distanza da quella per Android. A partire dal 17 settembre 2014, il titolo è disponibile su Steam per PC.
Nell'aprile 2023 è uscita una versione rimasterizzata e multilingue dal titolo Final Fantasy Pixel Remaster, che comprendere i primi sei episodi di Final Fantasy, acquistabili anche singolarmente, per PlayStation 4 e Nintendo Switch.
Il giocatore dovrà aiutare il cavaliere delle tenebre Cecil, personaggio principale, a sconfiggere il malvagio Golbeza. Per far sì che Golbeza non si potenzi assorbendo l'energia dei cristalli magici, Cecil viaggerà in tre reami diversi sconfiggendo i servi di Golbeza, giungendo persino sulla Luna, per evitare la calamità incombente. Ad aiutarlo ci saranno la sua ragazza Rosa, il suo migliore amico Cain e molti altri personaggi ben caratterizzati.
Grazie all'eccellente e articolata trama, all'ottima qualità grafica (che utilizza la modalità Mode 7) e alle musiche composte da Nobuo Uematsu, Final Fantasy IV è entrato nella lista dei 100 giochi più belli di tutti i tempi stilata dal sito internet IGN.com nel 2005. Nel 2008, il titolo ha avuto un seguito diretto, Final Fantasy IV: The After Years, uscito esclusivamente per telefoni cellulari, iOS e WiiWare.

## Trama
Final Fantasy IV inizia con l'attacco alla città di Mysidia da parte delle Ali Rosse e il furto del Cristallo dell'Acqua. Quando Cecil, capitano delle Ali Rosse interroga il re di Baron sulle sue motivazioni, viene sollevato dal suo ruolo e mandato assieme a Cain a consegnare un anello al Villaggio di Mist. Qui Cain e Cecil scoprono con orrore che l'anello aveva la capacità di evocare mostri destinati a distruggere il villaggio, cosa che spinge Cecil a pianificare una ribellione contro il re. Una giovane ragazza, Rydia, è l'unica sopravvissuta e in preda alla rabbia evoca l'Eidolon Titano, che causa un terremoto che isola la valle di Mist dalle strade orientali e separa Cecil e Cain. Cecil si risveglia trovando solo Rydia ferita di fianco a lui e, mosso anche dai sensi di colpa, la trasporta fino a un villaggio nelle vicinanze. Nella notte, i soldati di Baron arrivano per uccidere la bambina, ma Cecil li mette in fuga, giurando di proteggerla per pagare il debito che ha con lei: colpita, Rydia decide di accompagnare il cavaliere delle tenebre nel suo viaggio.
Uscito dalla locanda, Cecil scopre che la sua amata Rosa lo ha seguito, ma ha contratto la temuta febbre alta nel deserto ed è ora ricoverata nell'ospedale del villaggio. Per curarla, il giovane decide di recarsi al castello di Damcyan passando per le falde sotterranee. Durante il viaggio, Cecil e Rydia incontrano Tellah, un anziano saggio con poca memoria che vuole raggiungere Damcyan per riprendere sua figlia, scappata con un giovane bardo. Quando il gruppo arriva in vista del castello, esso viene bombardato dalle Ali rosse, che si impossessano del Cristallo del Fuoco. All'interno, Tellah scopre che Anna è rimasta uccisa nell'attacco, nel tentativo di proteggere il bardo, che si rivela essere il principe di Damcyan, Edward. Questi rivela che le Ali rosse sono ora comandate da un uomo in nero di nome Golbeza: Tellah lascia quindi il gruppo, intenzionato a vendicarsi personalmente per la morte di sua figlia. Dopo aver trovato una cura per Rosa, il gruppo decide di andare verso Fabul per proteggere il Cristallo dell'Aria. Qui incontrano Yang Phang Leiden, un monaco combattente al servizio del regno e unico sopravvissuto di un'imboscata da parte di mostri. Le Ali Rosse attaccano presto e, con sorpresa di Cecil, Cain combatte dalla loro parte. Il cavaliere del dragone attacca e sconfigge Cecil, ma è fermato da Rosa, che cerca di ragionare con lui. A quel punto, interviene Golbeza in persona, che rapisce la ragazza e spinge Cain a recuperare il cristallo. Il gruppo decide quindi di tornare a Baron via mare, poiché le forze marine di Baron sono deboli, ma sulla via del ritorno la nave è attaccata dal Leviatano e il gruppo si ritrova separato.
Cecil si sveglia solo, proprio vicino a Mysidia, la città che aveva attaccato in precedenza e in cui è ora profondamente disprezzato. Parlando con l'anziano della città, Cecil ottiene una possibilità di redimersi: dovrà lasciarsi alle spalle la propria oscurità scalando il monte dell'Ordalia, e diventare un paladino. Per supportarlo e controllarlo, l'anziano lo fa accompagnare da due giovanissimi maghi gemelli, Palom e Porom. Scalando la montagna, Cecil reincontra Tellah, giunto dalle parti di Mysidia per cercare la magia proibita Meteo, con la quale spera di sconfiggere Golbeza. Sulla cima del monte, il gruppo affronta Scarmiglione, un arcidiavolo inviato da Golbeza per fermarli e, dopo averlo sconfitto, Cecil si sottopone alla prova finale: riuscendo a sconfiggere l'oscurità che è in lui, il giovane riesce a diventare un paladino, mentre Tellah ricorda tutte le sue magie e impara la formula di Meteo. Tornato trionfante, Cecil ottiene il permesso di attraversare la strada del Diavolo per tornare in fretta a Baron, e Tellah, Palom e Porom decidono di accompagnarlo. Tornato a casa, Cecil incontra Yang, che ha perso la memoria ed è convinto di essere un soldato di Baron, ma riesce a farlo rinsavire e, grazie al suo aiuto, il gruppo può entrare nel castello passando dai canali sotterranei. Quando però Cecil raggiunge il castello, è costretto a scontrarsi con il collega ufficiale Baigan e lo stesso re dei Baron, che si scopre essere stato rimpiazzato da Cagnazzo, un altro tirapiedi di Golbeza. Dopo la sconfitta del mostro arriva Cid, capo ingegnere di Baron e figura paterna per Cecil e Rosa, che decide di aiutare il gruppo con la sua nuova aeronave. Quando il gruppo esce dalla sala del trono, però, i muri del corridoio iniziano a muoversi per schiacciarli, e Palom e Porom decidono di pietrificare se stessi per fermarli.
Il gruppo sale sull'aeronave Enterprise, ma appena decollati sono subito affiancati dalle Ali rosse. Dalla nave nemica, Cain chiede a Cecil di recuperare l'ultimo cristallo in cambio della vita di Rosa. Il gruppo raggiunge quindi la città di Troia, dove reincontra Edward. Grazie al principe e a un'erba magica chiamata Sospirenia, che proietta a distanza il suono della sua arpa, il gruppo riesce a sconfiggere l'elfo oscuro che insidia il Cristallo della Terra e recuperare quest'ultimo. Cain conduce quindi il gruppo sulla Torre di Zot, dove Rosa è imprigionata. In cima, Golbeza si impadronisce del cristallo e tenta la fuga, ma Tellah lo affronta e scatena su di lui la magia Meteo. La magia non uccide il nemico, ma dissolve il controllo mentale che egli aveva su Cain; subito dopo, Tellah muore per lo sforzo, mentre il gruppo, con l'aiuto di Cain, libera Rosa e sconfigge il terzo tirapiedi di Golbeza, Barbariccia. Rosa teletrasporta infine tutto il gruppo fuori dalla torre, che nel frattempo ha iniziato a crollare.
Tornati a Baron, Cain rivela che Golbeza deve ancora impossessarsi dei quattro Cristalli Oscuri per poter raggiungere il suo obiettivo. La squadra raggiunge quindi il submondo, dove trova il popolo dei Nani in guerra con le Ali rosse per il possesso dei cristalli. Golbeza ha già messo le mani su due cristalli, e il terzo è nel castello dei Nani stessi: giunti al castello per proteggere il prezioso artefatto, il gruppo incontra proprio Golbeza che, con il suo drago nero, arriva quasi a ucciderli ma è distrutto all'ultimo secondo dal drago della nebbia invocato da Rydia. La ragazza, incredibilmente, è diventata adulta e molto più potente, e grazie a lui il gruppo riesce a sconfiggere Golbeza: questi però, a sorpresa, si riprende e riesce a sottrarre il cristallo ai Nani. Cecil decide di recuperare i cristalli direttamente nella base del nemico, la Torre di Babil. Dopo aver sconfitto il dottor Lugae, scagnozzo di Golbeza, ed il suo androide Barnaba, Yang si sacrifica per distruggere il centro di comando dei cannoni della torre. Il gruppo è salvato infine da Cid, che poco dopo si sacrifica anche lui per sigillare il passaggio tra il submondo e la superficie con una bomba.
La squadra si dirige verso il regno di Eblan, dove incontra il principe ninja Edge. Assieme a lui, gli eroi entrano nella torre di Babil e raggiungono la cima, dove affrontano l'ultimo tirapiedi di Golbeza, Rubicante. Cercando di recuperare i sette cristalli, la squadra cade in una botola che li riporta sottoterra, dove trovano una nuova aeronave che Edge ribattezza Falcon. Il gruppo, dopo aver scoperto che Cid e Yang sono miracolosamente sopravvissuti, cerca quindi di trarre in salvo l'ultimo cristallo, nascosto in una caverna, ma quando riescono a recuperarlo Golbeza riprende il controllo mentale su Cain e lo spinge a sottrarre il cristallo ai suoi amici. Con tutti i cristalli in mano alla stessa persona, l'ascensore dimensionale della torre di Babil è ora attivo, e il passaggio per la luna aperto. Cecil e il gruppo tornano quindi a Mysidia, dove l'anziano esegue il rituale per richiamare il Traghetto lunare, un'aeronave in grado di viaggiare nello spazio. La squadra entra quindi nel vascello e si imbarca per la luna all'inseguimento di Golbeza.
Sulla luna, la squadra incontra Fusuya, un saggio dell'antico popolo seleniano, che rivela che anche il padre di Cecil era un seleniano... e che un altro seleniano, chiamato Zemus, progetta di distruggere la vita sul pianeta azzurro così che i seleniani ne possano prendere il controllo, e che sta usando Golbeza per evocare il Gigante di Babil, un enorme robot. Il gruppo, accompagnato da Fusuya, torna quindi sul pianeta e affronta il Gigante di Babil assieme a tutti i regni e i personaggi incontrati, compresi Palom e Porom, che l'anziano di Mysidia ha depietrificato. Quando la squadra riesce a disattivare il processore del Gigante, non prima di aver nuovamente sconfitto i quattro arcidiavoli redivivi, Golbeza sopraggiunge e Fusuya lo libera dal controllo di Zemus, rivelando che egli non è altri che il fratello maggiore di Cecil. Golbeza e Fusuya raggiungono quindi la luna per affrontare Zemus di persona, seguiti dal gruppo di Cecil.
Golbeza e Fusuya riescono a sconfiggere facilmente Zemus, ma sono rapidamente sconfitti dal suo odio reincarnato in uno spirito incorporeo, Zeromus. Grazie alla forza dei cristalli e alla luce del suo cuore, Cecil indebolisce Zeromus e il gruppo riesce infine a vincerlo. Dopo la battaglia, Fusuya e Golbeza decidono di lasciare definitivamente la terra per rimanere sulla luna. Durante l'epilogo si vede Cain in cima al monte dell'Ordalia che promette di espiare le proprie colpe, mentre il resto del gruppo si riunisce per celebrare il matrimonio fra Cecil e Rosa e la loro incoronazione come re e regina di Baron.

## Modalità di gioco
Final Fantasy IV ha introdotto numerose innovazioni nella saga di Final Fantasy e in generale nel genere videoludico conosciuto come JRPG di cui il gioco è esponente per via del suo nuovo sistema di battaglia, conosciuto come "Active Time Battle" (oppure ATB, in Italia la sigla ATB sta per Attivazione del Turno di Battaglia), ed usato fino alla tredicesima (fatta eccezione della decima) edizione della saga.
In alcuni dungeon e nella mappa del mondo, è possibile imbattersi in incontri casuali contro mostri più o meno forti, in base al luogo in cui il giocatore si trova. Una volta incontrati dei mostri (in modo del tutto casuale), il gruppo verrà "trasportato" in un'altra mappa, che vedrà a sinistra i nemici e a destra i personaggi utilizzabili: qui il giocatore potrà utilizzare i vari comandi dei personaggi per attaccare e sconfiggere il gruppo nemico. Mostri e personaggi dispongono di HP e MP, ovvero Punti Vita e Punti Magia: i primi se ridotti a 0 lasceranno in fin di vita il personaggio, incapace di combattere, e faranno morire il mostro nel caso sia stato lui a raggiungere lo 0. Gli MP invece servono per usufruire delle magie, di cui esistono quattro tipi:
- Magia nera: di tipo offensivo o indiretto;
- Magia bianca: di tipo curativo e di supporto, con l'eccezione di Sancta (Holy), che infligge danni;
- Invocazione: sia di difesa che di attacco, utilizzabili esclusivamente da Rydia;
- Arti ninja: pseudo-magie basate sulle conoscenze mistiche dei ninja di Eblan, utilizzabili esclusivamente da Edge.

Durante le sezioni attraverso i numerosi luoghi possibili da visitare, come caverne, foreste, città, deserti, ecc. è possibile interagire con oggetti e con persone, riuscendo così ad accumulare informazioni ed oggetti preziosi o perfino affini alla trama stessa.

## Mondi
In Final Fantasy IV si possono esplorare tre mondi differenti:
- Il supramondo, ovvero la superficie della Terra, luogo di origine dei protagonisti e dove a regnare è la razza umana;
- Il submondo, ovvero il mondo sotterraneo vicino al centro della Terra, abitato dai nani;
- La Luna, luogo dove si svolgeranno gli eventi finali, pianeta abitato in passato dai Seleniani, una razza ormai quasi estinta i cui esponenti riposano da lungo tempo in attesa che l'evoluzione del pianeta blu permetta loro di avere rapporti con i suoi abitanti.

## Razze
Le razze principali presenti nel gioco sono 4.

### Umani
Comuni mortali in grado di utilizzare tutti i tipi di magie ed abili nell'arte del combattimento. Tutti i personaggi giocabili, ad eccezione di Fusuya, fanno parte di questa razza.

### Nani
Esseri simili agli umani ma di stazza leggermente più bassa e con il volto sempre comperto da un grande elmo, che lascia intravedere soltanto gli occhi. La loro sede principale è il castello dei Nani, dove il re Jott accoglierà amichevolmente i protagonisti, aiutandoli più volte nella loro missione.

### Cantaway
Una razza proveniente dalla Luna, simili a conigli. Indossano vesti blu o rosse con un cappuccio e portano un turbante da cui spuntano le lunghe orecchie.

### Seleniani
Una razza di maghi dall'aspetto umano provenienti da un pianeta collocato tra Marte e Giove, ormai distrutto. Si distinguono dai normali umani per la carnagione chiara, eccetto Zemus, che ha la pelle grigia. Grazie alla loro magia sono riusciti a far nascere una seconda Luna vicino alla Terra, dove vivono nel sonno, aspettando che la razza umana si evolva a sufficienza per poter avere contatti pacifici.

## Personaggi

### Personaggi giocabili
I personaggi giocabili sono dodici:
Cecil Harvey (セシル・ハーヴィ?, Seshiru Hāvi)
Il protagonista è un cavaliere oscuro del regno di Baron che serve il suo re con l'amico d'infanzia Kain. È il comandante delle Ali Rosse (赤い翼 Akai Tsubasa). In seguito, si lascerà l'oscurità alle spalle diventando un paladino. È un discendente della razza dei seleniani, per la precisione è il figlio di Kluya, un seleniano, e di Cecilia, un'umana.
Abilità (come Cavaliere delle tenebre): Tenebre (暗黒 Ankoku), che gli permette di potenziare i propri colpi sacrificando alcuni HP. Nelle versioni prima di quella per DS, infligge danni a tutti i nemici, sempre sacrificando alcuni HP.
Abilità (come Paladino): Magia Bianca (白魔法 Shiromahō), che gli permette di usare basilari incantesimi di tale scuola; Altruismo (かばう Kabau), che gli permette di subire danni al posto di alleati in difficoltà.
Kain Highwind (カイン・ハイウインド?, Kain Haiuindo)
Kain aveva intenzione di diventare un cavaliere delle tenebre come Cecil, ma per seguire le orme del defunto padre divenne un cavaliere del dragone (竜騎士 Ryūkishi). La sua arma è la lancia. Il suo nome è un riferimento al personaggio biblico Caino, in quanto anche lui tradirà una persona che considera come un fratello: Cecil.
Abilità: Salto (ジャンプ Janpu), che gli permette di saltare in aria (ed evitare così i colpi nemici) per ricadere sul nemico il turno successivo, infliggendo molti più danni di un attacco normale.
Rosa Farrell (ローザ・ファレル?, Rōza Fareru)
Protagonista femminile e fidanzata di Cecil; col tempo e lo studio ha appreso i fondamenti della magia bianca e della caccia con l'arco, per proteggere Cecil. Sarà rapita da Golbeza, ma verrà salvata da Cecil nelle vesti di paladino.
Abilità: Magia Bianca, che le permette di usare ogni incantesimo di tale scuola; Preghiera (祈り Inori), che le permette di far recuperare HP ed MP a tutto il party; Autofocus (狙う Nerau), che permette di colpire con precisione infallibile e infliggere più danni, ma impiega un po' di tempo a caricare.
Cid Pollendina (シド・ポレンディーナ?, Shido Porendīna)
È un abilissimo ingegnere al servizio di Baron e creatore delle aeronavi utilizzate dalle Ali Rosse. In seguito, aiuterà Cecil ed il suo gruppo grazie alle sue numerose invenzioni. Come arma usa un grosso martello. Si getterà nel vuoto con una bomba per salvare il gruppo dalle Ali Rosse, ma sopravviverà comunque.
Abilità: Analisi (調べる Shiraberu), che gli permette di esaminare HP, livello e punti deboli di ogni nemico; Aggiorna (かいぞう, Kaizō) (solo nella versione DS, smartphone e PC), che permette di usare un oggetto per dare proprietà elementali alla propria arma.
Rydia (リディア?, Ridia)
Rydia è una bambina di sette anni del villaggio di Mist: perderà sua madre appena Cecil e Cain arriveranno nella città, perché essendo morto il Drago della nebbia evocato dalla madre, è morta anche lei. Starà assieme a Cecil per un po', aiutandolo in numerose battaglie con la sua abilità di evocare gli Eidolon, ma verrà risucchiata da un vortice causato da Leviatano, il re del "Mondo Illusorio", dove vivono gli Eidolon. Durante il breve periodo in cui è separata da Cecil e gli altri, il tempo scorre molto più in fretta nel Mondo Illusorio, nel quale Rydia trascorre l'equivalente di circa un decennio, e tornerà da adulta ad aiutare i suoi compagni durante uno scontro con Golbez.
Abilità: Magia Bianca (solo da bambina); che le permette di usare basilari incantesimi di tale scuola, Magia Nera (黒魔法 Kuromahō), che le permette di usare ogni incantesimo di tale scuola; Invoca (召喚 Shōkan), che le permette di invocare gli Eidolon.
Tella (テラ?, Tera)
Saggio conoscitore di tutte le magie esistenti. A causa della sua scarsa memoria, all'inizio ne ricorderà poche, ma comunque più potenti delle altre utilizzabili. In seguito, dopo il ritrovamento della magia Meteo (メテオ?, Meteo), ricorderà tutte le formule per le sue magie più potenti. Morirà perché poco attento nell'uso di Meteor, letale per la sua anzianità.
Nome statunitense: Tellah.
Abilità: Magia Bianca, che gli permette di usare quasi ogni incantesimo di tale scuola; Magia Nera, che gli permette di usare quasi ogni incantesimo di tale scuola; Flashback (思い出す Omoidasu), che gli permette di lanciare una magia casuale.
Gilbart Chris von Mui (ギルバート・クリス・フォン・ミューア?, Girubāto Kurisu Fon Myūa)
Edward è il principe del regno di Damcyan. Durante l'assalto al castello da parte delle Ali Rosse di Baron, guidate da Golbeza, ha perso sia i genitori che la sua amata Anna, figlia di Tellah. Come arma usa un'arpa celtica. Anche se non combatterà più con il party dopo essersi risvegliato nella città di Troia, sarà comunque di vitale importanza il suo tempestivo intervento nella battaglia contro l'Elfo oscuro. Nella versione originale giapponese è chiamato Gilbart, e dal suo nome deriva il termine con cui sono conosciuti i soldi in tutti i Final Fantasy: gil (o guil).
Nome statunitense: Edward Chris von Mui.
Abilità: Canzone (歌う Utau), che gli permette di apportare bonus a tutti i compagni per un turno; Medicina (薬 Kusuri), che gli permette di estendere i benefici di un oggetto a tutti gli alleati; Sparizione (隠れる Kakureru), che gli permette di abbandonare temporaneamente la battaglia.
Palom (パロム?, Paromu) e Porom (ポロム?, Poromu)
Sono due ragazzini prodigio di Mysidia, apprendisti maghi, che si uniscono a Cecil dietro ordine dell'Anziano di Mysidia, prima per spiarlo, poi per aiutarlo. Nonostante abbiano solo cinque anni, sono già molto abili nella magia, e pur essendo gemelli, hanno caratteri molto differenti: Palom è un mago nero arrogante e scanzonato, mentre Porom è una maga bianca più responsabile.
Abilità (Porom): Magia Bianca, che le permette di usare ogni incantesimo di tale scuola; Duetto (二人がけ Futarigake), che le permette di scatenare potenti incantesimi se usata in contemporanea con Palom; Scenata (強がる Tsuyogaru), che le permette di abbassare la difesa di tutti i nemici.
Abilità (Palom): Magia Nera, che gli permette di usare ogni incantesimo di tale scuola; Duetto, che gli permette di usare potenti incantesimi se usata in contemporanea con Porom; Bluff (嘘泣き Usonaki), che gli raddoppia la potenza magica per un turno.
Yang Phang Leiden (ヤン・ファン・ライデン?, Yan Fan Raiden)
Yang è il capo dei monaci guerrieri di Fabul, l'unico sopravvissuto all'attacco da parte dei mostri di Baron. Non usa armi, ma essendo un esperto di arti marziali combatte praticamente a mani nude con l'ausilio di nocche o guanti con artigli.
Abilità: Calcio (蹴り Keri), che gli permette di attaccare tutti i nemici; Accumulo (ためる Tameru), che raddoppia la potenza degli attacchi il turno successivo; Sopportazione (我慢 Gaman), che gli permette di subire pochissimi danni il turno in cui è selezionata.
Edward "Edge" Geraldine (エドワード『エッジ』ジェラルダイン?, Edowādo "Ejji" Jerarudain)
Edge è il principe del regno di Eblana, e come Gilbart ha perso i genitori a causa dell'assalto delle forze di Golbeza al suo castello. Come da tradizione del suo popolo, è un abile ninja. Il suo soprannome Edge è l'unione delle prime due lettere del suo nome e cognome: Edward Geraldine. Si innamora di Rydia e coglierà qualunque occasione per corteggiarla.
Abilità: Arti ninja (忍術 Ninjutsu), che gli permette di usare alcuni tecniche speciali; Lancio (投げる Nageru), che gli permette di lanciare un'arma per danneggiare un avversario; Furto (盗む Nusumu), che gli permette di sottrarre un oggetto al nemico.
Fusuya (フースーヤ?, Fūsūya)
Guardiano che veglia sul sonno dei lunariani e fratello maggiore di Klooya. Aiuterà i protagonisti nella loro battaglia contro Zemus quando Golbeza farà risorgere il gigante della torre di Babil.
Nome statunitense: FuSoYa.
Abilità: Benedizione (精神波 Seishinha), status che ripristina parte degli MP di tutto il party ad ogni turno; Magia Bianca, che gli permette di usare ogni incantesimo di tale scuola; Magia Nera, che gli permette di usare ogni incantesimo di tale scuola.

### Personaggi non giocabili

#### Esercito di Golbeza
Golbeza (ゴルベーザ?, Gorubēza)
La nemesi di Cecil, che in seguito si scoprirà essere suo fratello. È alla ricerca dei cristalli per alimentare qualcosa all'interno della torre di Babil. Prenderà il comando delle Ali Rosse poco dopo l'inizio del gioco e sferrerà personalmente tutti gli attacchi alle nazioni in possesso dei cristalli. È l'unico tra i personaggi non giocabili che ha effettivamente un ruolo in battaglia, quando combatterà contro Zemus e Zeromus. Nel remake per Nintendo DS si scoprirà che il suo vero nome è Theodor.
Nome statunitense: Golbez.
Scarmiglione della Terra (土のスカルミリョーネ?, Tsuchi no Sukarumiryōne)
Uno dei Tetrarchi Celesti di Golbeza, ostacolerà Cecil e i suoi in cima al Monte della discordia. Dopo una prima sconfitta, in cui perderà la vita precipitando da un ponte, tornerà come non-morto e attaccherà in tutta la sua forza, che risiede proprio nella morte. Il suo nome deriva da un personaggio della Divina Commedia, esattamente come per tutti gli altri Tetrarchi Celesti di Golbeza. In alcune versioni del gioco è conosciuto come Milion, e Milion X nella sua forma non-morto.
Cagnazzo dell'Acqua (水のカイナッツォ?, Mizu no Kainattso)
Il secondo dei Tetrarchi Celesti di Golbeza, prende il posto del Re Baron prima dell'inizio del gioco. Affronterà Cecil al suo ritorno a Baron, e una volta sconfitto cercherà di uccidere il gruppo stritolandolo tra le mura di una stanza di connessione del castello. In alcune versioni del gioco è conosciuto come Kainazzo.
Barbariccia del Vento (風のバルバリシア?, Kaze no Barubarishia)
L'unica donna dei Tetrarchi Celesti di Golbeza, farà solo una breve apparizione nella torre di Zot per uccidere Cecil e il suo gruppo una volta per tutte. Una volta sconfitta cercherà di distruggere la torre nel tentativo di portare con sé i suoi nemici. In alcune versioni del gioco è conosciuta come Valvalis.
Rubicante del Fuoco (火のルビカンテ?, Hi no Rubikante)
L'ultimo e il più forte dei Tetrarchi Celesti di Golbeza. Inizialmente si scontrerà con Edge, sconfiggendolo senza problemi, e in seguito affronterà il gruppo di Cecil. L'unico leale tra i quattro Imperatori, tant'è che ripristina sempre l'energia dei suoi avversari prima di uno scontro. In alcune versioni del gioco è conosciuto come Rubicant.
Baigan (ベイガン?, Beigan)
Il capitano delle guardie di Baron. Quando Cecil farà ritorno al castello di Baron, Baigan lo convincerà a combattere insieme contro il re, ma si scoprirà subito dopo che il capitano è stato trasformato di sua volontà in uno dei mostri soldato di Golbeza.
Le Tre Sorelle Megas
Doga (ドグ Dogu), Mega (マグ Magu) e Laga (ラグ Ragu), tirapiedi di Barbariccia. Sono state incaricate di riscuotere il cristallo della terra da Cecil nella torre di Zot, ma si mostreranno subito ostili. Il loro attacco speciale combinato in battaglia è chiamato Attacco delta. I loro nomi fanno riferimento a Dogura Magura, un giallo di Kyūsaku Yumeno. Nelle versioni statunitensi sono state rinominate Sandy, Cindy e Mindy, e sono anche presenti in Final Fantasy X come evocazioni.
Calcabrina (カルコブリーナ?, Karukoburīna)
Sono delle bambole magiche incaricate di rubare il cristallo del castello dei nani. Nelle vecchie traduzioni Americane del gioco sono conosciute come Calbrina, mentre in quelle più nuove come Calcobrina. Il loro nome deriva da un diavolo della Divina Commedia.
Dr. Rugeiyu (ルゲイエ博士?, Rugeie Hakase)
Lo scienziato incaricato di fare la guardia alla torre di Babil in assenza di Rubicante. Si scoprirà che è stato lui ad attaccare il regno di Eblana, facendo prigionieri i genitori di Edge e conducendo esperimenti genetici su di loro. In battaglia è affiancato da un robot non troppo intelligente di nome Barnaba.
Nome statunitense: Dr. Lugae.
Scarmiglione, Barbariccia, Cagnazzo e Rubicante sono apparsi come Boss nascosti nel porting per Game Boy Advance del primo Final Fantasy.

### Altri personaggi
Re di Baron (バロン王?, Baron Ō)
Il regnante di Baron, a capo del più grande e forte esercito della Terra. Troverà un bambino che gli ricorda una donna di nome Cecilia e perciò gli darà il nome di Cecil, crescendolo come fosse il figlio che non ha mai avuto e istruendolo all'arte della spada oscura. Dopo la sua morte ritornerà nel mondo degli uomini come Odino sotto forma di evocazione.
Anziano di Mysidia (ミシディアの長老?, Mishidia no Chōrō)
L'anziano a capo del villaggio dei maghi, Mysidia. Cercherà di opporsi all'attacco delle Ali Rosse in cerca del cristallo dell'acqua, e aiuterà in seguito Cecil nella sua ricerca raccontandogli della leggenda del paladino e mandandolo insieme a Palom e Porom a trovare il suo vero destino sul Monte dell'Ordalia.
Anna (アンナ?, Anna)
La figlia di Tellah, scappata a Damcyan con il suo amante, Edward. Verrà ferita mortalmente dall'esercito di Baron durante l'attacco delle Ali Rosse a Damcyan, nel tentativo di proteggere Edward.
Re Jott (ジオット王?, Jiotto Ō)
Il re dell'entroterra e sovrano del castello dei nani. Supporterà subito Cecil nella sua ricerca dei cristalli dell'oscurità e lo aiuterà anche in seguito nella battaglia contro il Gigante di Babil.
Luka (ルカ?, Ruka)
La figlia di Jott in possesso della chiave per aprire la via d'accesso all'ultimo cristallo oscuro. Golbeza si servirà delle sue bambole per trasformarle in Calcabrina.
Kluya (クルーヤ?, Kurūya)
Il padre di Cecil e Thedor. Ha insegnato la magia agli umani, ma è stato ucciso da un gruppo persone senza scrupoli pronte ad usarla per scopi malvagi.
Cecilia (セシリア?, Seshiria)
La madre di Cecil e Thedor. Morirà subito dopo la nascita di Cecil. È un personaggio aggiunto nel remake per Nintendo DS e non è in alcun modo presente nelle versioni precedenti del gioco.
Zemus (ゼムス?, Zemusu)
L'antagonista principale del gioco, che manovra Golbeza per quasi tutta la sua durata. ÉUn seleniano, che non resistendo alla distruzione del proprio pianeta e all'atmosfera della nuova luna, verrà trasformato dalle onde di negatività, diventando l'antagonista principale del gioco. Verrà sconfitto da Golbeza e Fusuya, ma subito dopo la sua anima si trasformerà in Zeromus, il boss finale del gioco.
Cantaway (ハミングウェイ一族?, Haminguweī no Ichizoku)
Sono la seconda razza presente sulla Luna assieme ai seleniani. Il loro scopo è permettere al giocatore di cambiare il nome dei personaggi giocabili. Uno di loro, chiamato Nomingway, può cambiare il nome dei personaggi in tutti i giochi eccetto i remake in 3D, dove i nomi sono fissi e può cambiarlo solo a se stesso: in questi remake, Nomingway è protagonista di una missione secondaria, in cui partirà alla ricerca del suo vero scopo, cambiando ogni volta il proprio nome a seconda della funzione svolta e offrendo diversi bonus al giocatore. Il loro nome originale "Hummingway" è un gioco di parole con il cognome di Ernest Miller Hemingway e la parola "hum", ovvero "canticchiare", cosa che fanno molto spesso.

## Differenze tra le versioni
- La prima versione americana è molto diversa da quella giapponese: mancano o sono state alterati diverse mappe e oggetti, mentre i mostri sono stati resi meno abili (ad eccezione del boss finale) per facilitare il compito dei giocatori inesperti. Inoltre la maggior parte dei personaggi ha perso buona parte delle abilità speciali in battaglia.
- Sulla console portatile WonderSwan Color, venduta solo in Giappone, è uscita la prima versione riprogrammata di Final Fantasy IV, con una grafica migliorata, nuovi sprite con maggiore densità di colori (Gli stessi ripresi per la versione GBA) e inedite funzioni.
- Nel remake per Nintendo DS sono presenti minigiochi, una nuova evocazione personalizzabile chiamata Pochka, alcune missioni secondarie aggiuntive (come quella di Nomingway) e due nuovi boss opzionali. Inoltre quest'ultima versione sfrutta un sistema di sviluppo delle abilità basato sulle "sublimazioni", che permettono ai personaggi di apprendere abilità che normalmente sarebbero loro precluse (ad esempio è possibile assegnare a Cecil il comando Calcio di Yang e a Edge il comando Canta di Edward). Le sublimazioni possono essere ottenute in vari modi, specialmente sconfiggendo alcuni boss particolari oppure dopo che i personaggi ospiti hanno lasciato il gruppo.